# Araukana

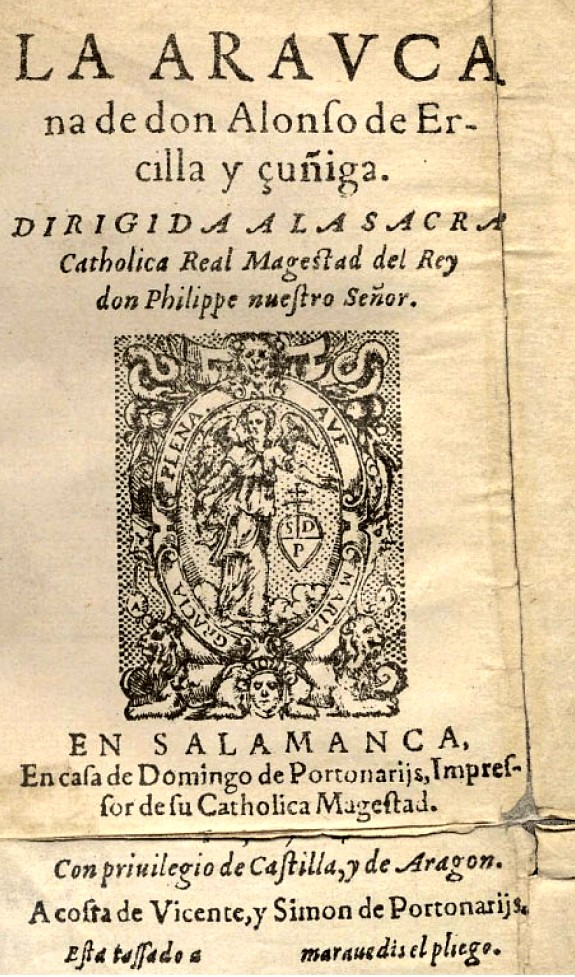
Okładka

Araukana (hiszp. La Araucana) – szesnastowieczny hiszpański epos bohaterski autorstwa Alonsa de Ercilla y Zúñiga. Dzieło powstawało w latach 1569–89. Utwór opowiada o podboju Chile przez hiszpańskich konkwistadorów. Poemat składa się z trzech części. Został napisany oktawą (po hiszpańsku octava real). 
No las damas, amor, no gentilezas
de caballeros canto enamorados,
ni las muestras, regalos y ternezas
de amorosos afectos y cuidados;
mas el valor, los hechos, las proezas
de aquellos españoles esforzados,
que a la cerviz de Arauco no domada
pusieron duro yugo por la espada.
Poemat Alonsa de Ercilla y Zúñiga uważany jest za arcydzieło literatury hiszpańskiej, a zarazem za pierwszy utwór literatury chilijskiej.

## Przekład
Na język polski dwie części poematu przełożył strofą oryginału Czesław Ratka.